# 高英男
高 英男（こう ひでお、本名:吉田 英男、1918年10月9日 - 2009年5月4日）は、樺太（現・サハリン）出身の日本の歌手、俳優。日本人のシャンソン歌手の先駆けであり、シャンソン音楽普及の第一人者である。フランスでも活躍。独自のムードを醸し出す歌手・俳優として知られた。

## 幼少期
大正7年（1918年）10月9日、樺太泊居町で8人兄弟の末っ子として生まれた。生後すぐ、母方の伯母の嫁ぎ先へ戸籍上の養子になっている。芸名である高英男の姓である「高」は旧姓（実家の姓）であり、自身は日本人である。デビュー以来「日本人ではないのでは」という問い合わせが少なからずあった。「高」という姓は大陸名のように思われがちであるが、日本に存在しない苗字ではなく、韓国には同姓同名の映画監督がかつていた。実家・養家は共に製紙工場を経営していた王子製紙の創立者の一人である。
11歳のとき、勉学のために樺太から単身東京へ出され、下谷の従弟のもとに身を寄せる。吉田の家が、浅草でも知られた顔だったため、映画・舞台を自由に見て回れた。本人曰く「《樺太の自然児》として育った子供が、急に人と人の関係が複雑な芸能界のウラみたいなトコで過ごすようになっちゃったんだから、こりゃあ変な男が出来ないはずがないですよ(笑)」
父親は医者にさせたいと獨逸学協会学校中等部に入学した。

## 音楽
獨逸学協会学校中等部卒業後、父親の思いとは裏腹に、高は武蔵野音楽学校へ進学した。同級に木下忠司、大谷冽子がいた。入学後、先輩の紹介で、ディナ・ノタルジャコモにベルカント唱法を習った。初舞台は昭和11年（1936年）で、ソロで3曲歌った。その頃、コーラスグループ「コーロエーコー」に入団した。最年長者に東海林太郎がおり、高は最年少団員であった。
武蔵野音楽学校入学後、一年強で日本大学へ転学。当時既に歌で稼いでいたため、学校側がうるさく言ってきていたのと、徴兵を遅らせるため、当時殆ど無い音楽科がある日本大学へ移ったというのが真相である。日本大学では、学生仲間でタンゴのバンドを結成し、ヴォーカルを担当。日大の後輩には、西村晃、三木のり平、小林桂樹などがいる。昭和17年（1942年）、日本大学卒業。即、徴兵。大学出なので幹部候補生ということで少尉になるも、肺結核に罹り、即除隊。療養の傍ら、慰問に参加。

## 中原淳一との出会い
昭和20年（1945年）暮れにNHKの出演テストに合格、翌年よりNHK音楽番組に引っ張りだこ状態で出演。その頃、NHKで三浦環の最期の録音に偶然立ち会う。また、その頃葦原邦子との仕事がきっかけから中原淳一に目をかけられるようになり、中原プロデュースのもと売り出して行く事になる。演技の基礎は中原と交遊の深かった杉村春子から学んだという。
高は日本で初めてシャンソン歌手を名乗った人物であり、「日本のシャンソン歌手第1号」と呼ばれている。「シャンソン歌手」という呼び方は中原淳一が「日本にはジャズ歌手というものがあるんだから、シャンソン歌手というものがあってもいいじゃないか」と作った造語であるが、高の活躍によって認知・定着した。
持ち歌はシャンソンにとどまらず、タンゴやポピュラー曲、オリジナルの流行歌と幅広く手掛け、日本の舶来音楽（洋楽）普及に尽力し続けた。シャンソンでは、文学的香りのするものからコミカルなものまで幅広く手掛けた。「シャンソン・ファンテジスト」と呼ばれたコミカルな楽曲も得意とした。これは日本ではあまり歌いこなせる人が多くないといわれていた楽曲類である。舞台化粧は中原淳一の発案で、男性版宝塚を想定した、濃淡の濃い化粧をしていたことでも知られた。化粧をした日本人初の男性歌手と言われていたが本人は否定した。浅草オペラ出身の田谷力三が先におこなっていたし、当人は「みんな多かれ少なかれやっていたよ」と語っていた。
中原とは終生まで親密な付き合いがあり、晩年は高が館山の別宅で面倒を見ていた。中原の妻である葦原邦子やその子らとも親しい。中原と高は友人同士であると同時に恋愛関係にあったとされる。

## 日本人のシャンソン歌手第一号　フランスでの活動

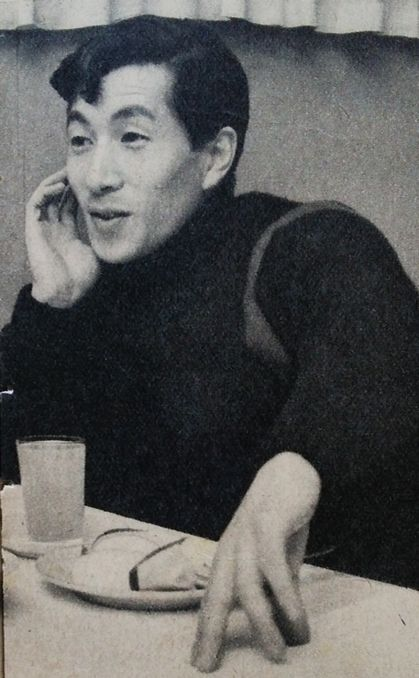
1953年

昭和26年（1951年）、フランス・パリへ留学。1年間ソルボンヌ大学で学んだ。帰国後は市倉睦榮からフランス語の学習を継続。昭和27年（1952年）に帰国しリサイタルを開催した。フランスから持ち帰った『愛の讃歌』『ロマンス』『詩人の魂』などを日本人としては初めて披露した。また、このときの中原淳一の発案で、「日本人のシャンソン歌手第一号」と呼称した。
昭和28年（1953年）にはキングレコードから『枯葉/ロマンス』でレコードデビューした。この年、作曲家の中田喜直からの指名で『雪の降る町を』を吹き込んだ（レコーディングした）。続いて、『詩人の魂』『セ・シ・ボン』『パダム・パダム』など、シャンソンを次々吹き込んだ。その一方で、日本劇場（日劇）等の舞台にも多く出演した。日劇では昭和56年(1981年)の閉館まで、トップスター扱いでほぼ毎年出演し、活躍した。
昭和33年（1958年）、再びパリへ行き翌34年帰国。昭和36年（1961年）へ三度パリへ行き、大手プロダクションと8年間の長期契約を結んだ。そのため、「1年の10ヶ月はフランス、2ヶ月は日本」という生活を昭和44年（1969年）まで続け、日仏両国で精力的に活動した。パリではラジオのレギュラー番組ももっていた。そのほか、ジョゼフ・コスマやダミアなどとも親交を結び、多くの大劇場に出演しトリを飾るなどしている。

## 俳優
個性を買われ、俳優として石井輝男作品にギャング役などで多数出演した。宇宙人に憑依される凄腕殺人スナイパーを演じた「吸血鬼ゴケミドロ」は、海外公開もされている。本人は現実離れしたこの手の役を喜んで演っていた。「吸血鬼ゴケミドロ」公開当時の併映作品は美輪明宏主演の「黒蜥蜴｣であった。美輪と高が楽屋であったときに「何、女演ってんだい」「な～に、そっちこそ、オバケ演っちゃって～」と言い合った。

## 病気と日本への専念
昭和44年(1969年)末に、心臓の調子が思わしくなくフランスでの契約を更改せず帰国、日本での歌手活動に専念。昭和47年（1972年）春に、日本での契約を終えフリーになっていたこともあり、再びパリへ行った。フランスでの歌手活動を始めたが、神経性狭心症で倒れ、無念の帰国となった。以後、約1年半に渡って、千葉県館山での療養生活を送った。昭和48年(1973年)末から歌の仕事を徐々に再開。俳優の仕事は一切断り、歌手業に専念した。昭和49年（1974年）には「再起リサイタル」として、自身の憧れであった帝国劇場でおこない大盛況を収めた。以後、帝劇では五年連続でリサイタルをおこない、いずれも大盛況を収めた。
昭和52年（1977年）から昭和61年（1986年）まで日本歌手協会理事を務めた。昭和57年（1982年）、国立劇場でポピュラー歌手初のワンマンショウを開催した。昭和62年（1987年）にも大劇場でリサイタルをおこなった。昭和60年（1985年）、63年（1988年）と心筋梗塞で倒れ大手術を受けるも奇跡的に回復し復帰した。この頃から平成5年（1993年）頃まで、淡谷のり子とジョイントショーを度々開催した。

## 晩年
平成8年（1996年）、歌手生活六十周年記念リサイタル開催。平成15年（2003年）ゆうばり国際ファンタスティック映画祭で出演作『ゴケミドロ』の上映に参加、クロージングセレモニーにて「雪の降る町を」を熱唱。平成21年（2009年）5月4日午前9時40分、肺炎のため死去。90歳没。生前最期のステージは2008年11月26日の「三越ポピュラー・ハイライト2008」。同年12月21日には東京ビルで開催されていたイベント『光と音のシンフォニー「ライティング・オブジェ 2008」』（自身の作による絵画を出品していた）に来場するなど元気な姿を見せていたが翌09年2月より体調を崩して千葉市内の病院に入院し、闘病生活を続けていた。
生涯を通じ、結核、狭心症、心筋梗塞などの病魔に襲われ、晩年は老衰から歩行困難となるなど、健康状態は良好ではなかった。しかし、その影を感じさせない華やかなステージを繰り広げ、晩年も自身の老いを逆手に取るような飄々としたトークで聴衆を沸かせた。その姿は「まさに歌が命を支えている」と永六輔から評された。

## 代表曲/持ち歌
- 雪の降る街を
- 枯葉
- ロマンス
- 幸福を売る男
- 落ち葉の巷（三人のスリの唄）
- 一人のスリの唄
- セ・シ・ボン
- 男と女
- パダム・パダム
- 詩人の魂
- 詩人が死んだ時

## 主な出演

### 映画
- 「ジャズ・オン・パレード 1956年 裏町のお転婆娘」　(1956年、日活) -特別出演
- 「お転婆三人姉妹 踊る太陽」（1957年、日活)
- 「ギャング対ギャング」(昭和37年・東映 石井輝男) - 塚原 役
- 「十一人のギャング」(昭和38年・東映 石井輝男) - 広岡 役
- 「柳生武芸帳 片目水月の剣」(昭和38年・東映 長谷川安人) - 時田采女 役
- 「大悪党作戦」(昭和41年・松竹 石井輝男) - 轟一郎 役
- 「吸血鬼ゴケミドロ」(昭和43年・松竹 佐藤肇) - 寺岡博文 役
- 「やくざ刑罰史　私刑」(昭和44年・東映 石井輝男) - 田口 役
- 「江戸川乱歩全集 恐怖奇形人間」(昭和44年・東映 石井輝男) - 監守 役

### テレビドラマ
- 松本清張シリーズ・黒の組曲 / 小町鼓（NHK）- 福村和聖役

- ザ・ガードマン第67話「高倉キャップを消せ！」（TBS+大映テレビ）
- 秘密指令883 第13話「カスバの女」（1968年、フジテレビ+大映テレビ室）

- キイハンター（TBS+東映）
- プレイガール（東京12チャンネル+東映）
- フラワーアクション009ノ1（フジテレビ+東映） - 第4話のゲスト（シャンソンを歌うシーンあり）
- ゴールドアイ 第18話「恐怖の空中密輸」（日本テレビ+東映）

### テレビ番組
- 笑点（日本テレビ）　-　演芸コーナーやドレミファ大喜利などに出演。三波伸介司会時代は準レギュラー格。

- 夢であいましょう（NHK）　-　「今月の歌」コーナー第1作「誰も知らない」歌唱者。
- ビッグショー（NHK） -　古関裕而〜青春 涙 哀愁〜

## NHK紅白歌合戦出場歴
| 1953年（昭和28年）/第3回 | ロマンス           | 松島詩子   |
| 1954年（昭和29年）/第5回 | ロマンス           | 雪村いづみ |
| 1956年（昭和31年）/第7回 | セ・シ・ボン       | 宝とも子   |
| 1957年（昭和32年）/第8回 | ブン               | 中原美紗緒 |
| 1959年（昭和34年）/第10回 | ギターとタンブリン | 石井好子   |
| 1960年（昭和35年）/第11回 | ロマンス           | 中原美紗緒 |
| 1961年（昭和36年）/第12回 | カミニート         | 藤沢嵐子   |
| - このうち、第7回・第8回・第10回はラジオ中継による音声が現存する。そして、第10回は2009年4月29日放送のNHK-FM『今日は一日“戦後歌謡”三昧』の中で、高の歌も含め全編が再放送された（音声はモノラル）。 |                    |            |

## 褒章など
- 平成元年（1989年） 紫綬褒章
- 平成3年（1991年） 日本シャンソン協会設立時に淡谷のり子と共に名誉顧問就任
- 平成4年（1992年） フランス芸術文化勲章シュバリエ章
- 平成7年（1995年） 勲四等旭日小綬章

## 姻戚
- 実父の姉（伯母）が呉文聰に嫁いでおり、呉建・呉文炳兄弟は従兄弟にあたる。呉文炳は経済学者で日本大学第4代総長であった。